# Sekijang (Bandar Seikijang)
Sekijang is een bestuurslaag in het regentschap Pelalawan van de provincie Riau, Indonesië. Sekijang telt 3834 inwoners (volkstelling 2010).